# Serie A1 2007-2008 (pallanuoto maschile)
La Serie A1 2007-2008 è stata la 89ª edizione del campionato italiano maschile di pallanuoto disputato dal 1912, anno della sua prima edizione. La regular season è iniziata il 20 ottobre 2007 per poi terminare il 12 aprile 2008. Alla fine di essa hanno preso il via i play-off, iniziati il 23 aprile, dove le prime otto squadre della regular season si sono contese lo scudetto.
La squadra campione in carica era la Pro Recco.
Furono sei le regioni rappresentate in questo torneo. La regione maggiormente rappresentata fu la Liguria (sei squadre), seguita dalla Campania e dal Lazio (due squadre), Lombardia (due squadre), Toscana e Veneto (una squadra).

## Avvenimenti

### Regular season
La regular season è stata dominata dalla Pro Recco capace di vincere 25 delle 26 gare disputate e giungendo così prima in classifica; al secondo posto, ma staccata di otto lunghezza dalla capoclassifica, si classificò la Leonessa e al terzo la Posillipo, l'unica compagine capace di battere la squadra ligure durante la stagione regolare.
Savona, Sori, Nervi, Catania e Florentia completarono le squadre qualificate per i play-off scudetto.
Ai play-out per non retrocedere invece si qualificarono le squadre dal 9º al 12º posto e cioè Bogliasco, Lazio, Cremona e Padova.
Alla fine del girone di ritorno Salerno e Chiavari vengono direttamente retrocesse in Serie A2.

### Play-off
Anche i play-off scudetto furono dominati dalla Pro Recco che vinse tutti gli incontri e conquistò il 22º titolo italiano.

## Squadre partecipanti
| Club              | Città     | Stadio                  |
| ----------------- | --------- | ----------------------- |
| Bogliasco         | Bogliasco | Piscina Bogliasco       |
| Florentia         | Firenze   | Piscina Nannini         |
| Catania           | Catania   | Piscina Nesima          |
| Chiavari          | Chiavari  | Piscina Mario Ravera    |
| Lazio             | Roma      | Piscina Foro italico    |
| Leonessa          | Brescia   | Piscina Palasystema     |
| Nervi             | Genova    | Piscina comunale        |
| Posillipo         | Napoli    | Piscina Felice Scandone |
| Pro Recco         | Recco     | Piscina Punta Sant'Anna |
| Bissolati Cremona | Cremona   | Piscina comunale        |
| Savona            | Savona    | Piscina Luceto          |
| Sori              | Sori      | Piscina comunale        |
| Plebiscito Padova | Padova    | Piscina Plebiscito      |
| CN Salerno        | Salerno   | Piscina San Vitale      |

## Regular season

### Classifica
|  |     | Classifica 2007-2008 | Pti | G  | V  | N | P  | GF  | GS  | DR   |
|  | --- | -------------------- | --- | -- | -- | - | -- | --- | --- | ---- |
|  | 1.  | Pro Recco            | 75  | 26 | 25 | 0 | 1  | 400 | 182 | +218 |
|  | 2.  | Leonessa             | 67  | 26 | 22 | 1 | 3  | 354 | 222 | +132 |
|  | 3.  | Posillipo            | 62  | 26 | 20 | 2 | 4  | 310 | 192 | +118 |
|  | 4.  | Savona               | 61  | 26 | 20 | 1 | 5  | 312 | 196 | +116 |
|  | 5.  | Sori                 | 53  | 26 | 17 | 2 | 7  | 326 | 256 | +70  |
|  | 6.  | Nervi                | 41  | 26 | 13 | 2 | 11 | 270 | 250 | +20  |
|  | 7.  | Catania              | 35  | 26 | 11 | 2 | 13 | 207 | 263 | -56  |
|  | 8.  | Florentia            | 34  | 26 | 10 | 4 | 12 | 291 | 294 | -3   |
|  | 9.  | Bogliasco            | 28  | 26 | 9  | 1 | 16 | 233 | 279 | -46  |
|  | 10. | Lazio                | 26  | 26 | 8  | 2 | 16 | 224 | 314 | -90  |
|  | 11. | Bissolati Cremona    | 23  | 26 | 7  | 2 | 17 | 251 | 266 | -15  |
|  | 12. | Plebiscito Padova    | 21  | 26 | 7  | 0 | 19 | 203 | 279 | -76  |
|  | 13. | CN Salerno           | 10  | 26 | 3  | 1 | 22 | 205 | 340 | -135 |
|  | 14. | Chiavari             | 0   | 26 | 0  | 0 | 26 | 171 | 424 | -253 |

### Capoliste solitarie
- dalla 11ª alla 26ª giornata:  Pro Recco

### Record
- Maggior numero di vittorie:  Pro Recco (25)
- Minor numero di sconfitte:  Pro Recco (1)
- Migliore attacco:  Pro Recco (400 gol realizzati)
- Miglior difesa:   Pro Recco (182 gol subiti)
- Miglior differenza reti:  Pro Recco (+218 gol)
- Maggior numero di pareggi:  Florentia (4)
- Minor numero di pareggi:  Pro Recco,  Plebiscito Padova e  Chiavari (0)
- Minor numero di vittorie:  Chiavari (0)
- Maggior numero di sconfitte:  Chiavari (26)
- Peggiore attacco:  Chiavari (171 gol realizzati)
- Peggior difesa:  Chiavari (424 gol subiti)
- Peggior differenza reti:  Chiavari (-253 gol)
- Partita con più reti:
- Partita con maggiore scarto di gol:

### Calendario e risultati
| andata | 1ª giornata         | ritorno |
| 21-6   | Pro Recco - Lazio   | 15-8    |
| 13-4   | Posillipo - Sori    | 9-11    |
| 16-7   | Leonessa - Catania  | 14-6    |
| 16-4   | Savona - Salerno    | 14-4    |
| 14-8   | Cremona - Bogliasco | 6-11    |
| 12-8   | Florentia - Padova  | 6-9     |
| 14-5   | Nervi - Chiavari    | 15-5    |

| andata | 4ª giornata          | ritorno |
| 18-6   | Pro Recco - Cremona  | 16-10   |
| 13-11  | Leonessa - Posillipo | 8-8     |
| 11-9   | Florentia - Salerno  | 11-9    |
| 10-8   | Savona - Sori        | 10-9    |
| 10-10  | Lazio - Nervi        | 10-13   |
| 7-12   | Chiavari - Padova    | 6-8     |
| 8-6    | Catania - Bogliasco  | 8-7     |

| andata | 7ª giornata          | ritorno |
| 21-3   | Pro Recco - Chiavari | 19-5    |
| 8-10   | Cremona - Posillipo  | 9-12    |
| 18-16  | Leonessa - Florentia | 16-11   |
| 7-15   | Lazio - Savona       | 5-16    |
| 9-8    | Salerno - Padova     | 7-8     |
| 8-9    | Bogliasco - Sori     | 6-13    |
| 8-7    | Catania - Nervi      | 9-17    |

| andata | 10ª giornata          | ritorno |
| 15-9   | Pro Recco - Sori      | 11-4    |
| 8-12   | Bogliasco - Posillipo | 8-17    |
| 11-3   | Savona - Florentia    | 12-12   |
| 12-11  | Leonessa - Nervi      | 10-7    |
| 9-11   | Padova - Catania      | 5-7     |
| 8-15   | Salerno - Lazio       | 8-9     |
| 8-20   | Chiavari - Cremona    | 7-13    |

| andata | 13ª giornata         | ritorno |
| 12-5   | Pro Recco - Savona   | 10-8    |
| 4-16   | Chiavari - Posillipo | 3-17    |
| 8-18   | Bogliasco - Leonessa | 5-16    |
| 6-7    | Cremona - Catania    | 7-12    |
| 7-15   | Lazio - Florentia    | 9-16    |
| 9-8    | Padova - Nervi       | 9-12    |
| 9-9    | Salerno - Sori       | 9-26    |

| andata | 2ª giornata           | ritorno |
| 5-14   | Catania - Savona      | 5-12    |
| 9-18   | Salerno - Pro Recco   | 4-21    |
| 6-7    | Nervi - Posillipo     | 6-8     |
| 7-13   | Padova - Leonessa     | 7-16    |
| 15-7   | Cremona - Lazio       | 10-11   |
| 9-7    | Bogliasco - Florentia | 9-9     |
| 21-10  | Sori - Chiavari       | 23-8    |

| andata | 5ª giornata           | ritorno |
| 6-13   | Bogliasco - Pro Recco | 11-16   |
| 10-13  | Padova - Posillipo    | 5-10    |
| 13-8   | Leonessa - Lazio      | 13-5    |
| 8-9    | Cremona - Savona      | 5-12    |
| 9-9    | Florentia - Catania   | 10-9    |
| 7-12   | Nervi - Sori          | 10-11   |
| 16-9   | Salerno - Chiavari    | 15-9    |

| andata | 8ª giornata           | ritorno |
| 9-15   | Posillipo - Pro Recco | 8-7     |
| 9-10   | Savona - Leonessa     | 13-10   |
| 14-10  | Florentia - Cremona   | 11-8    |
| 11-10  | Nervi - Salerno       | 11-10   |
| 12-8   | Lazio - Chiavari      | 16-11   |
| 11-7   | Bogliasco - Padova    | 7-6     |
| 13-11  | Sori - Catania        | 10-7    |

| andata | 11ª giornata         | ritorno |
| 12-9   | Pro Recco - Leonessa | 14-9    |
| 8-7    | Posillipo - Savona   | 9-11    |
| 16-16  | Cremona - Sori       | 8-11    |
| 14-6   | Catania - Chiavari   | 13-8    |
| 11-10  | Nervi - Florentia    | 12-11   |
| 9-7    | Bogliasco - Salerno  | 16-7    |
| 6-8    | Lazio - Padova       | 11-7    |

| andata | 3ª giornata          | ritorno |
| 8-13   | Padova - Pro Recco   | 5-20    |
| 13-5   | Posillipo - Catania  | 11-5    |
| 8-9    | Sori - Leonessa      | 10-13   |
| 13-8   | Savona - Nervi       | 7-12    |
| 7-17   | Salerno - Cremona    | 5-7     |
| 9-18   | Chiavari - Florentia | 9-22    |
| 11-8   | Lazio - Bogliasco    | 8-10    |

| andata | 6ª giornata         | ritorno |
| 8-14   | Nervi - Pro Recco   | 8-13    |
| 18-6   | Posillipo - Lazio   | 14-4    |
| 4-18   | Chiavari - Leonessa | 4-20    |
| 14-7   | Savona - Bogliasco  | 9-17    |
| 10-6   | Catania - Salerno   | 8-2     |
| 7-17   | Padova - Cremona    | 8-7     |
| 20-14  | Sori - Florentia    | 17-13   |

| andata | 9ª giornata           | ritorno |
| 5-18   | Catania - Pro Recco   | 3-16    |
| 13-13  | Florentia - Posillipo | 4-9     |
| 9-15   | Salerno - Leonessa    | 10-20   |
| 9-10   | Padova - Savona       | 6-15    |
| 9-9    | Cremona - Nervi       | 11-13   |
| 7-17   | Chiavari - Bogliasco  | 5-12    |
| 13-3   | Sori - Lazio          | 14-9    |

| andata | 12ª giornata          | ritorno |
| 6-18   | Florentia - Pro Recco | 7-14    |
| 16-5   | Posillipo - Salerno   | 16-7    |
| 13-7   | Leonessa - Cremona    | 11-5    |
| 14-7   | Savona - Chiavari     | 18-4    |
| 7-7    | Catania - Lazio       | 8-14    |
| 12-8   | Nervi - Bogliasco     | 12-9    |
| 12-6   | Sori - Padova         | 13-12   |

## Play-off

### Tabellone
|  | Quarti di finale | Quarti di finale | Quarti di finale |          |           | Semifinali | Semifinali | Semifinali |  |  | Finale | Finale    | Finale |
|  |                  |                  |                  |          |           |            |            |            |  |  |        |           |        |
|  | 1                | Pro Recco        | 2                |          |           |            |            |            |  |  |        |           |        |
|  | 8                | Florentia        | 0                |          |           |            |            |            |  |  |        |           |        |
|  | 8                | Florentia        | 0                |          | 1         | Pro Recco  | 2          |            |  |  |        |           |        |
|  |                  |                  |                  |          | 1         | Pro Recco  | 2          |            |  |  |        |           |        |
|  |                  | 4                | Savona           | 0        |           |            |            |            |  |  |        |           |        |
|  | 4                | 4                | Savona           | 0        | Savona    | 2          |            |            |  |  |        |           |        |
|  | 4                |                  |                  |          | Savona    | 2          |            |            |  |  |        |           |        |
|  | 5                | Sori             | 1                |          |           |            |            |            |  |  |        |           |        |
|  |                  |                  |                  |          |           |            |            |            |  |  | 1      | Pro Recco | 3      |
|  |                  |                  | 2                | Leonessa | 0         |            |            |            |  |  |        |           |        |
|  | 2                | Leonessa         | 2                |          |           |            |            |            |  |  |        |           |        |
|  | 7                | Catania          | 0                |          |           |            |            |            |  |  |        |           |        |
|  | 7                | Catania          | 0                |          | 2         | Leonessa   | 2          |            |  |  |        |           |        |
|  |                  |                  |                  |          | 2         | Leonessa   | 2          |            |  |  |        |           |        |
|  |                  | 3                | Posillipo        | 0        |           |            |            |            |  |  |        |           |        |
|  | 3                | 3                | Posillipo        | 0        | Posillipo | 2          |            |            |  |  |        |           |        |
|  | 3                |                  |                  |          | Posillipo | 2          |            |            |  |  |        |           |        |
|  | 6                | Nervi            | 0                |          |           |            |            |            |  |  |        |           |        |

### Calendario e risultati

#### Quarti di finale
| Pro Recco - Florentia 2-0 |                       |      |  |
|                           |                       |      |  |
| 23-4                      | Pro Recco - Florentia | 27-8 |  |
| 26-4                      | Florentia - Pro Recco | 8-10 |  |

| Savona - Sori 2-1 |               |       |  |
|                   |               |       |  |
| 23-4              | Savona - Sori | 12-11 |  |
| 26-4              | Sori - Savona | 12-10 |  |
| 30-4              | Savona - Sori | 9-8   |  |

| Leonessa - Catania 2-0 |                    |      |  |
|                        |                    |      |  |
| 23-4                   | Leonessa - Catania | 18-9 |  |
| 26-4                   | Catania - Leonessa | 9-13 |  |

| Posillipo - Nervi 2-0 |                   |       |  |
|                       |                   |       |  |
| 23-4                  | Posillipo - Nervi | 14-10 |  |
| 26-4                  | Nervi - Posillipo | 7-9   |  |

#### Semifinali
| Pro Recco - Savona 2-0 |                    |       |  |
|                        |                    |       |  |
| 3-5                    | Pro Recco - Savona | 14-9  |  |
| 14-5                   | Savona - Pro Recco | 12-14 |  |

| Leonessa - Posillipo 2-0 |                      |      |  |
|                          |                      |      |  |
| 3-5                      | Leonessa - Posillipo | 11-7 |  |
| 14-5                     | Posillipo - Leonessa | 9-10 |  |

#### Finale Scudetto
| Camogli 21 maggio 2008, ore 20.30 | Pro Recco                      | 9 – 4 | Leonessa | Piscina G. Baldini (600 spett.)\| Arbitro: \| Sig. Bianchi - Sig. Riccitelli \| |
| Arbitro:                          | Sig. Bianchi - Sig. Riccitelli |       |          |                                                                                 |

| Brescia 24 maggio 2008, ore 20.30 | Leonessa                  | 9 – 10 | Pro Recco | Piscina Palasystema (800 spett.)\| Arbitro: \| Sig. Tomic - Sig. Vuletic \| |
| Arbitro:                          | Sig. Tomic - Sig. Vuletic |        |           |                                                                             |

| Camogli 28 maggio 2008, ore 20.30 | Pro Recco                  | 10 – 5 | Leonessa | Piscina G. Baldini (1500 spett.)\| Arbitro: \| Sig. Gomez - Sig. Paoletti \| |
| Arbitro:                          | Sig. Gomez - Sig. Paoletti |        |          |                                                                              |

## Play-out
| Bogliasco - Padova 2-1 |                    |     |  |
|                        |                    |     |  |
| 23-4                   | Bogliasco - Padova | 1-8 |  |
| 26-4                   | Padova - Bogliasco | 6-7 |  |
| 30-4                   | Bogliasco - Padova | 6-5 |  |

| Lazio - Cremona 1-2 |                 |       |  |
|                     |                 |       |  |
| 23-4                | Lazio - Cremona | 12-9  |  |
| 26-4                | Cremona - Lazio | 12-9  |  |
| 30-4                | Lazio - Cremona | 13-14 |  |

## Verdetti
- Pro Recco: Campione d'Italia.
- Pro Recco, Circolo Nautico Posillipo e Leonessa Brescia: qualificate alla Eurolega 2008-2009
- Rari Nantes Savona e Rari Nantes Sori: qualificate alla Coppa LEN 2008-2009
- Plebiscito Padova, Circolo Nautico Salerno e Chiavarinuoto: retrocesse in Serie A2
- Bissolati Cremona: rinuncia all'iscrizione alla stagione successiva.
- Lazio: inizialmente retrocessa dopo i play-out, ripescata in Serie A1.

## Classifica marcatori
|  | Gol | Marcatore            | Squadra           |
|  | --- | -------------------- | ----------------- |
|  | 86  | Guillermo Molina     | Leonessa          |
|  | 72  | Christian Presciutti | Sori              |
|  | 63  | Felipe Perrone       | Savona            |
|  | 62  | Leonardo Sottani     | Bissolati Cremona |
|  | 58  | Cosmin Radu          | Florentia         |
|  | 60  | Tibor Benedek        | Pro Recco         |
|  | 50  | Boris Popović        | Bogliasco         |
|  | 49  | Bogdan Rath          | Leonessa          |
|  |     | Yugoslav Vasović     | Florentia         |
|  | 48  | Norbert Hosnyánszky  | Florentia         |
|  |     | Norbert Madaras      | Pro Recco         |
|  |     | Tomislav Primorac    | Catania           |
|  |     | Boris Zloković       | Posillipo         |